# سيلفيا كليفينغر
سيلفيا كليفينغر (بالإنجليزية: Sylvia Clevenger)‏ هي بائعة هوى ‏ أمريكية، ولدت في 16 أبريل 1891، وتوفيت في 1951.